# Seigneurie Pachot
La seigneurie Pachot était une seigneurie lors de la colonisation française de la Nouvelle-France. Elle était située dans l'actuelle municipalité régionale de comté de La Mitis au Bas-Saint-Laurent.

## Histoire
La seigneurie Pachot, est concédée à François Viennay-Pachot le 7 janvier 1689 par le gouverneur Denonville. Pachot, dont les intérêts premiers sont les ressources de la mer, à comme projet d'exploiter la seigneurie pour la pêche à la morue et au loup marin. Il obtient d'ailleurs la permission d'exercer « les pesches de molüe, baleynes, loups-marins, marsouins et autres que faire se pourra dans le golphe et fleuve St-Laurens » le 14 avril 1689. En mars 1689, il signe une convention avec Marie Couillard pour l'exploitation des ressources de la pêche et de la chasse « dans toute l’étendue des terres de Mingan ».
Il semble que Viennay-Pachot n'ait pas réalisé ses projets d'exploitation des pêches sur la seigneurie avant de décéder en 1698. La veuve de Viennay-Pachot, Charlotte-Françoise Juchereau, vend le fief à René Lepage de Sainte-Claire, seigneur de Rimouski, en 1703. Lorsque Joseph Drapeau acquiert les terres de la famille Lepage, dont la seigneurie Pachot, en 1790, celle-ci est toujours inhabitée.

## Territoire
Lors de sa concession en 1689, son territoire mesure une lieue de front sur le fleuve Saint-Laurent par une lieue de profondeur. Elle est située le long de la rivière Mitis et adjacent à la seigneurie de Mitis,. Son territoire est entièrement inclus à l'intérieur des limites actuelles de la municipalité régionale de comté de La Mitis.